# Gądów-Popowice Południowe
Gądów-Popowice Płd. – osiedle administracyjne we Wrocławiu położone na zachodzie miasta w byłej dzielnicy Fabryczna. Składa się z Gądowa Małego oraz leżącej na południe od ulicy Legnickiej części Popowic.
Sąsiaduje z osiedlami Pilczyce-Kozanów-Popowice Płn., Szczepin, Muchobór Mały, Nowy Dwór, Kuźnikami.